# Aclerda santensis
Aclerda santensis är en insektsart som beskrevs av Hempel 1937. Aclerda santensis ingår i släktet Aclerda och familjen Aclerdidae. Inga underarter finns listade i Catalogue of Life.